# Алкен (Бельгия)
Алкен (нидерл. Alken) — коммуна в провинции Лимбург вблизи Хасселта. По состоянию на 1 января 2006 общая численность населения составляет 11 048 человек (5555 мужчин и 5493 женщины). Площадь составляет 28,14 км ² с плотностью населения 392,61 чел. / км ². На гербе Алкена изображена Святая Альдегунда.
Первое упоминание населённого пункта «Аллехе» относится к 1066 году, с 1180 он носит официальное название «Алкен», которое местными всё равно часто произносится как «Аллеке». Считается, что название происходит от старонижнефранкского слова «аль», означавшего реку, и галло-римского суффикса «-акум», распространённого среди городов Бельгии, Франции и Рейнской области. С этого периода Алкен официально относился к Льежскому епископству, хотя и был со всех сторон окружён землями графства Лоон (в первой половине XIII века Алкен недолго был лоонским городом). В окрестностях Алкена было построено несколько замков: Блеккенберг (владелец — аббат Авербоде), Густинген (граф Лоон), Лаагдорп (епископ Льежа) и др. В 1467 году Алкен был разграблен солдатами Карла Смелого, в 1580 — испанским гарнизоном города Заутлеу, в 1582 — солдатами графа ван Мансфеля. В 1631 (при Фредерике Генрихе Оранском) в Алкене прошли сражения между Армией Голландских Штатов и испанской армией. В 1789 Алкен стал одним из важных центров Льежской революции, и был захвачен французами в 1794, что стало концом существования Льежского принц-епископата. В 1795 Алкен были объединены с землями графства Лоон и образовали французский департамент Нижний Маас. После поражения Наполеона в 1814 Алкен вошёл в провинцию Лимбург Объединённого королевства Нидерландов, и после Бельгийской революции 1830 года вошёл уже в бельгийский Лимбург.

## Виды
- Церковь Святого Георгия
- Мельница
- Пивоварня Алкена